# Szojuz–1
A Szojuz–1 (oroszul: Союз 1; szövetség) volt a Szojuz-program első kísérleti, emberes űrrepülése.
Az emberes repülést a Szojuz 7K–OK három személyzet nélküli repülése előzte meg (Koszmosz–133, Koszmosz–140A, Koszmosz–140), ezek a tesztek technikai okok miatt sikertelenek voltak.

## Küldetés
A küldetés célja az új, szabványosított (sorozatgyártásra alkalmas), többszemélyes (3 személyes) Szojuz 7K-OK típusú űrhajótípus emberes berepülése volt. Az új űrhajó rendszereinek teljes műszaki vizsgálata, tudományos, műszaki és orvosbiológiai kísérletek végzése. Ellenőrizni a manőverező képességet, automatikus és kézi irányítással üzemeltetni a rakétafúvókákat.
A Szojuz–2 április 24-én indult volna, de a fellépő technikai okok miatt törölték programját. Kijelölt űrhajósok: Valerij Fjodorovics Bikovszkij, Jevgenyij Hrunov, Alekszej Jeliszejev voltak. Terv szerint két fő űrséta során átszállt volna a Szojuz–1-be. Űrsétára azért volt szükség, mivel az összekapcsoló szerkezet a belső átszállást nem tette lehetővé. Az átszállás után a Szojuz–1 három fővel, a Szojuz–2 egy fővel tért volna vissza.

## Jellemzői
A Központi Kísérleti Gépgyártási Tervezőiroda (CKBEM) tervezte. Az űrhajót kis átalakítással emberes programra, teherszállításra és mentésre (leszállásra) tervezték.
1967. április 23-án a Bajkonuri űrrepülőtér indítóállomásról egy Szojuz hordozórakéta (11А511) juttatta Föld körüli, közeli körpályára. Az orbitális egység pályája 88,7 perces, 51,67 fokos hajlásszögű, elliptikus pálya-perigeuma 201 kilométer, apogeuma 224 kilométer volt. A Szojuz űrhajó sorozatgyártással készült. Összesen 1 napot, 2 órát, 47 percet töltött a világűrben. A Szojuz–1 pályára állása után az egyik napelemtábla nem nyílt ki, ezért a szükséges energia fele állt rendelkezésre. A fedélzeti rendszerek normálisan működtek. Közel 8 órán keresztül nem volt rádiókapcsolat a Földdel.
A manőverezési kísérlet sikertelen volt, ezért az űrhajó visszahozatala mellett döntöttek. A fékezőrakéta automatikus gyújtása első alkalommal, az automatika problémája miatt sikertelen volt. A következő körülfordulás során kézi irányítással kezdték meg a fékezést. Mivel az eseményre a Föld éjszakai oldalán került sor, Komarov nem használhatta az erre a célra tervezett Vizor készüléket, helyette a Holdhoz képest határozta meg helyzetét (ahogyan később az Apollo–13 legénysége).
Április 24-én a 18. Föld körüli keringés végén megkezdődött a légkörbe való belépés. Afrika felett bekapcsolódott a fékező hajtómű, az űrhajó rátért a leszállópályára. A leszállóegységről időben levált a műszaki egység.
A leszállóegység sima leereszkedését segítő fő fékezőernyő 7 kilométer magasságban nem nyílt ki rendesen. Nem sikerült az űrkabint stabilizálni, mivel a tartózsinórok az űrkabin forgása miatt felcsavarodtak. A kabin fékezés nélkül becsapódott az Orenburgi területen é. sz. 51° 21′ 42″, k. h. 59° 33′ 45″51.361575°N 59.562431°E, Komarov szörnyethalt. A mentés vezetője először azt jelentette, hogy az űrhajós azonnali orvosi segítségre szorul. Az eseményeket és Komarov halálát a TASZSZ hét órával később jelentette be. A becsapódás helyén emlékmű áll. A tragikus esemény miatt a program csak másfél éves késéssel folytatódhatott.
A felkészülés során Gagarin több mint 200 hibát tartalmazó listát írt össze az űrkapszulával kapcsolatban, amelyet a KGB-n keresztül egy 10 oldalas levél formájában próbált eljuttatni Leonyid Brezsnyevnek, azt kérve, hogy a hibák kijavításáig halasszák el a startot, ő azonban ezt valószínűleg sosem kapta meg.
A KGB-t képviselő Veniamin Ivanovics Ruszajev szerint Komarov már a start előtt sejtette, hogy nem fog tudni visszatérni, azonban barátját, Gagarint mindenáron meg akarta védeni. A Törökországban működő amerikai lehallgatóállomáson rögzített beszélgetés szerint Komarov tisztában volt vele, hogy nem éli túl a leszállást.

## Személyzet
Vlagyimir Mihajlovics Komarov űrhajós ezredes. Komarov volt az első ember, aki űrutazás során vesztette életét.

## Tartalék
- Jurij Gagarin parancsnok pilóta

## Külső hivatkozások
- Szojuz–1. lib.cas.cz. [2013. október 13-i dátummal az eredetiből archiválva]. (Hozzáférés: 2013. február 21.)
- Szojuz–1. astronautix.com. (Hozzáférés: 2013. február 21.)
- Szojuz–1. svengrahn.pp.se. [2012. december 27-i dátummal az eredetiből archiválva]. (Hozzáférés: 2013. február 21.)
- Szojuz–1. compulenta.ru. [2013. március 11-i dátummal az eredetiből archiválva]. (Hozzáférés: 2013. február 21.)